# Marzemino
Le marzemino est un cépage italien de raisins noirs.

## Origine et répartition géographique
Le marzemino est d'origine inconnue, mais il est diffusé depuis longtemps en Italie du nord. Il figure déjà dans des documents du XVe siècle dans la vallée de l'Adige. Le nom « marzemino » viendrait de « Marzemin », un village de la Carniole, aujourd'hui en Slovénie.
Il est classé « cépage d'appoint »  en DOC Botticino, Breganze, Capriano del Colle, Cellatica, Colli di Conegliano, Colli di Scandiano e di Canossa, Garda, Garda Bresciano (ou Riviera del Garda Bresciano) et Trentino.
Il est classé « recommandé » dans les provinces de Bergame, Brescia et Côme en Lombardie et dans les provinces de Trente, Trévise, Vicence, Pordenone et Reggio nell'Emilia.
Il est classé « autorisé » en Sardaigne.
En 1998, sa culture couvrait une superficie de 863 ha.
Dans Don Giovanni, l'opéra de Mozart sur un livret du vénétien Lorenzo da Ponte, le personnage principal s'exclame « Versa il vino ! Eccellente Marzimino ! » (sic) (acte II, scène 13).

## Caractères ampélographiques
- Extrémité du jeune rameau cotonneux, blanc à liseré carminé.
- Jeunes feuilles duveteuses, vert jaunâtre.
- Feuilles adultes, trois à cinq lobes avec des sinus supérieurs en V ouvert, un sinus pétiolaire en V à bords superposés, des dents anguleuses, étroites, en deux séries, un limbe duveteux.

## Aptitudes culturales
La maturité est de troisième époque tardive : trente-cinq jours après le chasselas.

## Potentiel technologique
Les grappes et les baies sont de taille moyenne à grande. La grappe est cylindro-conique et compacte. Le cépage est de bonne vigueur et de production régulière. Le marzemino est sensible à l'oïdium et au mildiou.

## Synonymes
Le marzemino est aussi connu sous les noms de barzabino, barzemin, bassamino, bergamasco, berzemina, berzemino calopico, bossamino, magnacan, marsemina, marzamino, marzemin, marzemino d'Isera, marzemino della terre ferma, marzemino gentile, marzemino nero, marzemino Padovano, merzemina, uva Tedesco, vertzamina (en Grèce)